# Franziska Hildebrand
Franziska Hildebrand (24 marzo 1987) è una biatleta tedesca.

## Biografia
In Coppa del Mondo ha esordito il 1º dicembre 2011 a Östersund (6ª), ha ottenuto il primo podio il 3 gennaio 2013 a Oberhof (3ª) e la prima vittoria il 20 gennaio successivo ad Anterselva.
In carriera ha preso parte a due edizioni dei Giochi olimpici invernali, Soči 2014 (38ª nell'individuale, 28ª nella partenza in linea, 11ª nella staffetta) e Pyeongchang 2018 (12ª nella sprint, 12ª nell'inseguimento, 9ª nell'individuale), e a cinque dei Campionati mondiali, vincendo quattro medaglie.

## Palmarès

### Mondiali
- 2 medaglie:
  - 2 ori (staffetta[1] a Kontiolahti 2015; staffetta[1] a Hochfilzen 2017)
  - 1 argento (staffetta mista[1] a Oslo Holmenkollen 2016)
  - 1 bronzo (staffetta[1] a Oslo Holmenkollen 2016)

### Mondiali juniores
- 2 medaglie:
  - 2 ori (staffetta a Val Martello 2007; staffetta a Ruhpolding 2008)

### Universiadi
- 1 medaglia:
  - 1 argento (individuale a Erzurum 2011).

### Coppa del Mondo
- Miglior piazzamento in classifica generale: 5ª nel 2015 e nel 2016
- 30 podi (9 individuali, 21 a squadre), oltre a quelli ottenuti in sede iridata e validi anche ai fini della Coppa del Mondo:
  - 14 vittorie (2 individuali, 12 a squadre)
  - 10 secondi posti (4 individuali, 6 a squadre)
  - 6 terzi posti (3 individuali, 3 a squadre)

#### Coppa del Mondo - vittorie
| Data             | Località                | Nazione'      | Specialità                                                          |
| ---------------- | ----------------------- | ------------- | ------------------------------------------------------------------- |
| 20 gennaio 2013  | Anterselva              | Italia        | RL (con Miriam Gössner, Nadine Horchler e Andrea Henkel)            |
| 12 dicembre 2013 | Annecy Le Grand-Bornand | Francia       | RL (con Franziska Preuß, Andrea Henkel e Laura Dahlmeier)           |
| 8 gennaio 2014   | Ruhpolding              | Germania      | RL (con Franziska Preuß, Evi Sachenbacher-Stehle e Laura Dahlmeier) |
| 13 dicembre 2014 | Hochfilzen              | Austria       | RL (con Luise Kummer, Vanessa Hinz e Franziska Preuß)               |
| 25 gennaio 2015  | Anterselva              | Italia        | RL (con Franziska Preuß, Luise Kummer e Laura Dahlmeier)            |
| 11 dicembre 2015 | Hochfilzen              | Austria       | SP                                                                  |
| 8 gennaio 2016   | Ruhpolding              | Germania      | SP                                                                  |
| 7 febbraio 2016  | Canmore                 | Canada        | MX (con Franziska Preuß, Arnd Peiffer e Simon Schempp)              |
| 11 dicembre 2016 | Pokljuka                | Slovenia      | RL (con Vanessa Hinz, Maren Hammerschmidt e Laura Dahlmeier)        |
| 22 gennaio 2017  | Anterselva              | Italia        | RL (con Vanessa Hinz, Maren Hammerschmidt e Laura Dahlmeier)        |
| 5 marzo 2017     | Pyeongchang Alpensia    | Corea del Sud | RL (con Nadine Horchler, Maren Hammerschmidt e Denise Herrmann)     |
| 10 dicembre 2017 | Hochfilzen              | Austria       | RL (con Vanessa Hinz, Maren Hammerschmidt e Laura Dahlmeier)        |
| 13 gennaio 2018  | Ruhpolding              | Germania      | RL (con Franziska Preuß, Denise Herrmann e Laura Dahlmeier)         |
| 8 febbraio 2019  | Canmore                 | Canada        | RL (con Vanessa Hinz, Denise Herrmann e Laura Dahlmeier)            |

Legenda:

SP = sprint

RL = staffetta

MX = staffetta mista